# Зегоф (Німеччина)
Зегоф (нім. Seehof) — громада в Німеччині, розташована в землі Мекленбург-Передня Померанія. Входить до складу району Північно-Західний Мекленбург. Складова частина об'єднання громад Лютцов-Любсторф.
Площа — 4,33 км2. Населення становить 947 ос. (станом на 31 грудня 2020).